# NGC 2525
NGC 2525 este o emission-line galaxy⁠(d) situată în constelația Pupa. A fost descoperită în 23 februarie 1791 de către William Herschel. Se află la o distanță de 16,75 megaparseci de Pământ.